# Физика космической плазмы
Физика космической плазмы (в западных странах чаще Космическая физика) — область астрофизики, а также физики плазмы, изучающая природу космической плазмы во вселенной. 
Приблизительно 95% от массы вселенной (без учёта тёмной материи и тёмной энергии, природа которых пока неизвестна), включая все звезды, межзвездную и межпланетную среду, верхние слои планетных атмосфер, находится в плазменном состоянии. Плазменную природу имеют процессы переходов энергии из одних состояний в другие, составляющие суть активных процессов на звездах и окружающих их планетах.
Физика космической плазмы изучает отдельно и совокупно ряд физических явлений характерных для связанных космических систем (как пример система «солнечный ветер — магнитосфера — ионосфера планеты»). В частности занимается изучением: солнечного ветра, планетарных магнитосфер и ионосфер, полярных сияний, космических лучей, синхротронного излучения.
В рамках Российской академии наук (РАН) в Институте космических исследований, научная деятельность в области физики космической плазмы сосредоточена по следующим направлениям:
- Теория процессов космической плазмы
- Процессы ускорения в космической плазме и проблемы, связанные с радиационным излучением во время космических полетов
- Околопланетная и межпланетная плазма
- Измерения электромагнитных полей
- Изучение солнечного ветра
- Физика магнитосферных процессов

## Миссии, космические аппараты и спутники
Ряд показателей и величин, которые изучаются космической физикой, носят практический характер, и измеряется в пространстве с помощью спутников, космических аппаратов и ракет-зондов. Некоторые из них:
- GGS WIND
- Advanced Composition Explorer
- Улисс (КА)
- IBEX (спутник)
- Solar Probe Plus
- STEREO
- SOHO (КА)
- Интербол (космический проект)
- Прогноз